# Joachim John

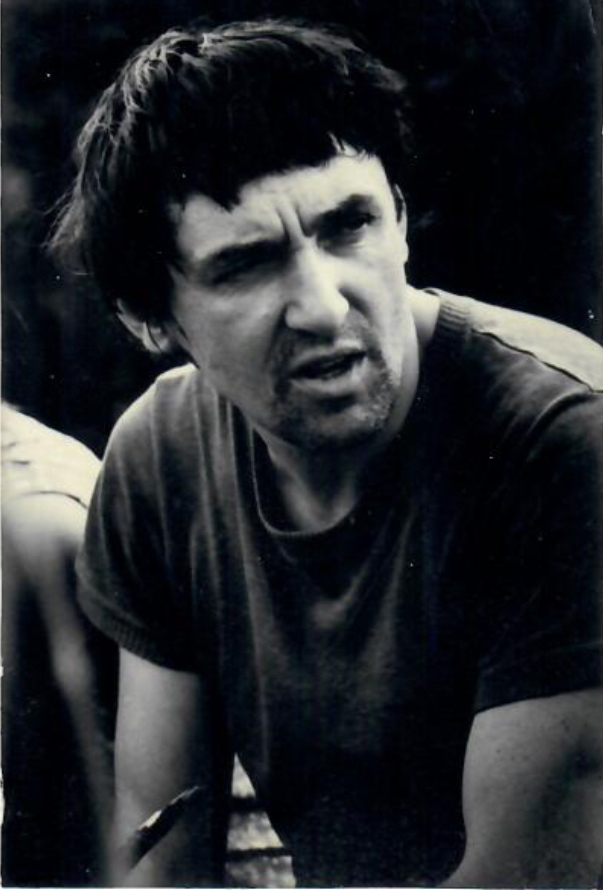
Joachim John, Berlin 1965

Joachim John (* 20. Januar 1933 in Tetschen, Tschechoslowakei; † 26. März 2018 in Neu Frauenmark) war ein deutscher Maler, Grafiker und Autor.

## Leben
Johns Familie musste 1945 die Tschechoslowakei verlassen, es folgte der Schulbesuch in Köthen. Die Eltern zogen 1948 nach Zerbst, wo John 1959 das Abitur machte. Danach arbeitete er im Hydrierwerk Rottleben. Sein Vater flüchtete 1951 nach einer Auseinandersetzung mit dem Bürgermeister mit der Familie nach Westdeutschland. Joachim John kehrte nach kurzer Zeit in die DDR zurück und lebte bei seiner Großmutter in Zerbst. Nach dem Abitur 1952 folgte eine Ausbildung zum Chemiewerker. Nachdem 1953 eine Ausreise nach Westdeutschland zur Beerdigung des Vaters durch die Behörden versagt wurde, verließen John und die Großmutter illegal die DDR. John lebte ein Jahr lang von Hilfs- und Gelegenheitsarbeiten bei seiner Mutter in Kleve, kehrte aber 1954 wieder in die DDR zurück. Er lebte dann in Dresden-Loschwitz und arbeitete am Staatlichen Operettenhaus als Bühnenplastiker. Von 1955 bis 1959 studierte er, unterbrochen durch ein viermonatiges Studium an der Theaterhochschule Leipzig, Kunsterziehung bei Herbert Wegehaupt und Kurt Herbst am Caspar-David-Friedrich-Institut der Ernst-Moritz-Arndt-Universität in Greifswald. 1959 zog er nach Zempin, wo er bis 1959 als Kunsterzieher arbeitete. Fritz Cremer vermittelte ihm 1961 eine Teilnahme an der Ausstellung „Junge Künstler – Malerei“ in der Akademie der Künste, wo er dann von 1963 bis 1965 Meisterschüler bei Hans Theo Richter war. Bei einer dreimonatigen Studienreise durch die Sowjetunion besuchte John die großen Museen in Moskau und Leningrad und reiste durch den Kaukasus.
Ab 1966 lebte Joachim John als freischaffender Künstler in Berlin. 1977 zog er nach Frauenmark bei Schwerin. 1982 erhielt er eine Studienreise durch Kolumbien, wurde 1986 Mitglied der Akademie der Künste der DDR und übernahm 1990 eine Gastprofessur am Fachbereich Visuelle Kommunikation an der Gesamthochschule Kassel. Von 1991 bis 1993 war er Sekretär der Sektion Bildende Kunst der Akademie der Künste zu Berlin (Ost) und Mitglied des von Heiner Müller berufenen Zwanziger-Gremiums, welches den Vereinigungsprozess der beiden Berliner Akademien der Künste gestaltete, der er dann angehörte.
John war bis 1990 Mitglied des Verbands Bildender Künstler der DDR und hatte eine große Zahl von Einzelausstellungen und Ausstellungsbeteiligungen, u. a. von 1972 bis 1988 an allen Kunstausstellungen der DDR in Dresden. 
John starb nach kurzer Krankheit.

## Darstellung Johns in der bildenden Kunst
- Otto Niemeyer-Holstein: Junger Maler // Bildnis Joachim John (1961, Öl, 62 × 40 cm)[3]

## Ehrungen (Auswahl)
- ab 1978: mehrmals Preisträger im Wettbewerb des Staatlichen Kunsthandels der DDR 100 ausgewählte Grafiken.
- 1984: Kunstpreis der DDR[4]
- 1985: Käthe-Kollwitz-Preis der Akademie der Künste der DDR
- 1993: Ehrengast des Landes Mecklenburg-Vorpommern in der Villa Massimo in Rom
- 1996: zusammen mit Sabine Curio der amerikanische „Helen Abbott Förderpreis“
- 1998: Kulturpreis des Landes Mecklenburg-Vorpommern
- 2017: Egmont-Schaefer-Preis für Zeichnung

## Museen und öffentliche Sammlungen mit Werken Johns (unvollständig)
- Berlin: Artothek im Deutschen Bundestag
- Berlin: Kunstsammlung Pankow[5]
- Stendal: Winckelmann-Museum[5]

## Werke (Auswahl)

### Wandbilder
- 1989: Panorama (100 m²) zum 200. Jahrestag der Französischen Revolution im Staatstheater Schwerin
- 1993: Panorama Verwandlungen in Deutschland (80 m²) im Staatstheater Cottbus

### Illustrationen
- Colombiana, 1991
- Der Stubenreiter mit Illustrationen des Autors, federchen Verlag, Neubrandenburg 2000
- Zoo, 2003
- Kuckuck, Projekte-Verlag Cornelius, Halle (Saale), 2012, ISBN 978-3-86237-728-2, Vorzugsausgabe mit Originalgrafik

### Hörspiele
- Tschock!, 1999
- Düsterfisch, 2000
- Flieg auf, 2000
- Fare well, 2000

## Einzelausstellungen (unvollständig)
- 1965 Berlin, Kunstkabinett des Instituts für Lehrerweiterbildung
- 1981 Neubrandenburg, Zentrum Bildende Kunst Neubrandenburg